# La Ballade de Bêta-2
La Ballade de Bêta-2 (titre original : The Ballad of Beta-2) est un roman de science-fiction de l'écrivain africain américain Samuel R. Delany, publié en 1965. Le livre est initialement publié dans le volume double « Ace Double » no M-121 des éditions Ace Books conjointement avec Alpha Yes, Terra No! par Emil Petaja (en).

## Résumé
Le livre suit le périple de Joneny Horatio T'waboga, un étudiant en anthropologie galactique, qui étudie La Ballade de Bêta-2, un poème écrit par des passagers de vaisseaux générationnels. Certains de ces navires ont été détruits et tous leurs passagers tués par une force inconnue, seules leurs coques brisées sont arrivées à destination. Dans d'autres, les passagers ont survécu, mais au moment où les vaisseaux spatiaux arrivent dans système stellaire de destination, la situation était depuis longtemps réglée grâce à la construction de nouveaux vaisseaux FTL plus développés. Les descendants sont incapables de s’installer sur les planètes du système, et se montrent extrêmement hostiles à tout étranger entrant dans leurs vaisseaux. Ils sont donc laissés seuls – et continuent à vivre dans les vaisseaux spatiaux formant une culture obscure, isolée et en marge de la société humaine.
Les « Star Folk » dégénérés et leur culture suscitaient peu d’intérêt parmi la culture humaine interstellaire florissante. Un seul chercheur a pris la peine d'enregistrer leurs chansons, celles-ci étant considérées comme « dérivées » en raison de leurs références répétées aux « villes », au « désert » et à d'autres concepts liés à la Terre. Cependant, un professeur d'anthropologie charge Joneny d'entamer des recherches plus sérieuses, soulignant qu'ils sont les seuls humains à avoir jamais traversé les profondeurs de l'espace entre les étoiles, puisque les vaisseaux FTL ultérieurs sont capables de simplement contourner ces profondeurs. 

L'étudiant, pour sa thèse, est chargé de rechercher la source et les antécédents d'une ballade qui commence ainsi :
She walked through the gates and the children cried,

She walked through the Market and the voices died,

She walked past the court house and the judge so still,

She walked to the bottom of Death's Head hill...
En arrivant sur place, l'étudiant découvre que les Star Folks sont en eux-mêmes une impasse aussi inintéressante qu'on l'avait supposé – mais il fait quand même des découvertes très surprenantes et importantes. Tout d’abord, il rencontre une sorte d’« enfant » doté de pouvoirs surnaturels comme la téléportation, et la capacités de vivre dans le vide. Puis il découvre les archives laissées par les précédents passagers, à partir desquelles il reconstitue l'histoire tragique des navires. Cela constitue l’essentiel du livre, l’étudiant n’étant en fait que le récit récit cadre de l’histoire
Il s’avère que dans les premières générations, le voyage s’est bien déroulé, la flotte des navires de génération se déroulant comme prévu. C'est à cette époque que les termes liés à la Terre ont acquis de nouvelles significations, « Une ville » étant l'un des navires et « Le Désert » étant l'espace qui les sépare. Cependant. au cours des générations suivantes, une idéologie religieuse fanatique est apparue – ses principes principaux étant que la mission des navires était « d'amener les êtres humains vers les étoiles », que le terme « être humain » devait être défini selon une « norme » très stricte couvrant à la fois caractéristiques physiques et comportement social – et que quiconque ne correspondait pas à cette « norme » n'était pas un véritable « être humain » et devait être éliminé. Des juges fanatiques furent mis en place pour juger ces inadaptés et les condamnèrent presque invariablement à mort, les juges usurpant de plus en plus l'autorité des capitaines. Les marginaux s'enfuyaient vers les zones d'apesanteur situées au cœur des navires, où ils pouvaient plus facilement éviter d'être capturés, et qui devenaient en fait une sorte de ghetto.
Dans cette situation déjà périlleuse apparut une nouvelle menace : une sorte de force mystérieuse détruisait les navires un par un. La protagoniste principale du livre, la courageuse capitaine du navire Beta-2, entendit un jour un appel désespéré à l'aide d'un autre navire et est allée l'aider. Là, elle découvre que la destruction avait été causée par un être mystérieux vivant dans l'espace lointain, et que ses actes destructeurs n'étaient pas une méchanceté délibérée mais des efforts mal calculés pour communiquer avec les humains, qui dépassaient complètement toute son expérience. En criant « Stop ! », le capitaine réussi à établir la communication avec l'être de l'espace lointain et à l'arrêter, sauvant ainsi son propre vaisseau et la plupart des autres.
À sa grande surprise, l'être de l'espace profond continue de lui parler dans son esprit en lui disant « Je t'aime » - après avoir appris de son esprit ce que les humains entendaient par « amour » et se transforme en un « il ». Elle tombe enceinte de lui après une rencontre sexuelle et a donné naissance à un « enfant miracle » – un être que l'étudiant rencontre beaucoup plus tard. Cependant, le fait qu'une femme soit enceinte constitue une violation flagrante de la « norme » des juges, car sur les navires, les nouveaux humains ne naissaient qu'artificiellement, étant choisis par les futurs parents sur le « marché » génétique évoqué dans la ballade. Ainsi, après avoir accouché, la capitaine est donc jugée et exécutée. Ayant pour ce faire complètement renversé l'autorité des capitaines,  les juges et leurs partisans se lancent dans une chasse massive et l'extermination de tous les inadaptés. Finalement, seuls ceux qui correspondaient à la « Norme » restent – leurs descendants étant complètement dégénérés à la fin du voyage.
L’Enfant Miracle, engendré par l’extraterrestre de l’espace profond et de la capitaine, était là – capable et désireux de faciliter la prise de contact de l’humanité spatiale avec les espèces et cultures extraterrestres nouvellement découvertes.

## Historique des publications
Delany a écrit « les trois quarts » du roman en quatre jours en 1962 au même moment où il écrivait sa trilogie La Chute des tours. Le livre est terminé en avril 1964, il est initialement publié dans le volume double « Ace Double » no M-121 conjointement avec Alpha Yes, Terra No! de Emil Petaja (en),. La première édition indépendante de l'œuvre est publiée en 1971. En 1977, une édition corrigée sort dans une édition reliée publiée par Gregg Press (en) avec une introduction de David G. Hartwell (en).

## Thèmes et réception critique
La Ballade de Bêta-2 partage certains thèmes communs avec d'autres livres de Delany, comme L'Intersection Einstein (les extraterrestres sans corps, le thème de la « norme humaine »), Stars in My Pocket Like Grains of Sand et Babel 17 (jeu linguistique, déchiffrement d'une langue étrangère),. Lavelle Porter considère le livre « comme un bilan de ce que la Seconde Guerre mondiale a provoqué, y compris les horreurs de l'Holocauste et la descente des États-Unis dans la paranoïa anticommuniste de l'ère McCarthy », et le compare avec Les Joyaux d'Aptor et La Chute des tours (tous deux se déroulant dans un contexte proposant d'imaginer des mondes au lendemain d'une guerre nucléaire). Porter note également qu'il peut être « lu à travers le prisme de l'information et de la désinformation » ; et porte sur le thème des anomalies physiques, commun aux écrits de Delany :
La Ballade de Bêta-2 utilise les représentations du handicap et des anomalies physiques que Delany décrira tout au long de sa carrière. Certains borgnes (« One-Eyed ») n'ont pas de membres ou d'autres parties du corps leur font défaut, d'autres sont marqués comme anormaux parce que leurs caractéristiques physiques ne correspondent pas à la norme. Les dirigeants du Star Folk utilisent le système judiciaire pour purger les impuretés que selon eux la course aux étoiles provoque chez les humains. Comme le dit un juge : « Nos ancêtres nous ont chargé d’amener les êtres humains vers les étoiles. Et aucune dérogation ne sera tolérée. Il y a combien de temps que les conspirateurs One-Eyed ont pris le contrôle d'Epsilon-7 et l'ont détruit ? » .
L'intrigue du livre comprend une reconstitution de certains des thèmes principaux de la théologie chrétienne : la conception immaculée et la naissance d'un enfant miraculeux.
Jane Weedman note le thème de l'ethnocentricité culturelle : Joneny a refusé d'étudier les Star Folk, car il considère sa propre civilisation comme supérieure). Elle note également le rôle du mythe par rapport à l'histoire et le thème de l'artiste/criminel dans la société : les borgnes sont des sont des exemples d'artistes qualifiées de criminels par la loi qu'appliquent les juges dans le livre.
La présence d'un personnage noir, Horatio est relevée par Sandra Y. Govan. Ce personnage est important puisqu'il s'agit d'un étudiant noir d'une civilisation galactique avancée qui redécouvre une oppression fratricide que les terriens ont préservé durant leurs voyages spatiaux.